# Gare de Shiroishi (Hokkaidō)
La gare de Shiroishi (白石駅, Shiroishi-eki) est une gare ferroviaire de la ville de Sapporo, à Hokkaidō au Japon. Elle est exploitée par la compagnie JR Hokkaido.

## Situation ferroviaire
La gare est située au point kilométrique (PK) 292,1 de la ligne principale Hakodate. Elle marque la fin de la ligne Chitose.

## Historique
La gare est inaugurée le 21 avril 1903.

## Service des voyageurs

### Accueil
La gare dispose d'un bâtiment voyageurs, avec guichets, ouvert tous les jours.

### Dispositions des quais
- Ligne principale Hakodate :
  - voie 2 : direction Sapporo et Otaru
  - voie 6 : direction Iwamizawa
- Ligne Chitose :
  - voie 3 : direction Sapporo et Otaru
  - voie 5 : direction Aéroport de Shin-Chitose et Tomakomai